# Dag Solstad
Dag Solstad (Sandefjord, 16 de julho de 1941 – 14 de março de 2025) foi um escritor norueguês e uma das principais figuras da literatura contemporânea na Noruega. Ficou conhecido por explorar temas como alienação, existencialismo e questões políticas em suas obras. Solstad começou sua carreira literária em 1965 e tem sido amplamente reconhecido pela crítica e público internacional. Suas obras foram traduzidas para várias línguas, incluindo inglês, alemão e francês.

## Biografia
Dag Solstad nasceu em Sandefjord, uma pequena cidade costeira na Noruega. Ele cresceu em um ambiente que, em parte, moldou suas visões políticas, as quais se refletiriam em sua escrita. Na juventude, ele se envolveu com movimentos marxistas e trabalhou como editor de jornais de esquerda, influenciando fortemente seu trabalho inicial.
Em 1965, Solstad lançou seu primeiro livro, Spiraler, uma coleção de contos que o estabeleceu como uma nova voz no modernismo literário norueguês. Desde então, ele publicou diversos romances, peças de teatro e ensaios, explorando temas como a solidão, a alienação e as tensões sociais.
Ao longo de sua carreira, Solstad foi associado ao modernismo e ao pós-modernismo. Seu trabalho é frequentemente descrito como filosófico, introspectivo e politicamente carregado.
Morreu em 14 de março de 2025, aos 83 anos.

## Obras principais e estilo literário
Dag Solstad é conhecido por sua narrativa introspectiva, densa e, por vezes, irônica. Seus romances frequentemente lidam com personagens que enfrentam a alienação e o desconforto de viver em uma sociedade moderna. Entre suas obras mais notáveis estão:
- Irr! Grønt! (1969) – Um romance modernista que explora a inquietação da juventude e a revolução cultural e política dos anos 60.[4]
- T. Singer (1999) – Uma de suas obras mais elogiadas, este romance narra a vida de um bibliotecário que tenta desaparecer na obscuridade, explorando questões de identidade e anonimato.[5]
- Professor Andersen's Night (1996) – Um romance que narra a história de um professor universitário que testemunha um assassinato e opta por não denunciá-lo, enfrentando dilemas morais e questões de passividade.

Solstad tem a habilidade de interromper a narrativa para introduzir reflexões filosóficas, abordando diretamente o leitor. Seu estilo é minimalista, com descrições detalhadas da vida cotidiana, criando uma experiência de leitura que é, ao mesmo tempo, desafiadora e recompensadora.

## Traduções e reconhecimento internacional
As obras de Solstad foram amplamente traduzidas, com destaque para traduções para o inglês feitas por Sverre Lyngstad, que traduziu Shyness and Dignity e Professor Andersen's Night. O sucesso dessas traduções aumentou o reconhecimento internacional de Solstad, particularmente em países de língua inglesa.

## Prêmios e reconhecimento
Solstad é um dos escritores mais premiados da Noruega. Ele recebeu várias vezes o Prêmio da Crítica Norueguesa, além de outros importantes prêmios literários, como o Prêmio Brage em 1996.